# オノレ・ブラン
オノレ・ブラン（Honoré Blanc、1736年 - 1801年）はフランスの銃器製造者で、互換パーツ使用のパイオニアである。1736年アヴィニョンに生まれ、12歳で銃器製造の見習いになった。彼の活躍期間は1750年頃から1801年と長く、ルイ15世
、ルイ16世、アメリカ独立戦争（ルイ16世からの軍事支援を受けた）、フランス革命戦争及びフランス第一共和政の時代が含まれる。

## 大量生産方式の発明
18世紀中頃、オノレ・ブランは砲兵士官であるジャン＝バティスト・ヴァケット・ド・グリボーバルによる大砲部品の互換性に関する業績に刺激を受けた。彼のグリボーバル・システムには大砲と砲弾の標準化が含まれていた。ブランはこのコンセプトをマスケットに取り入れ、ゲージと治具の使用によって互換のある複製部品を作製できるようにした。ブランの時代にはマイクロメーターは存在せず、ノギスはあったかもしれないが、何れにせよ彼は使用していない。このため、現代の用語・計量学・概念とは完全には一致しないものの、ブランらは公差を実質的に設定したと言える。部品の均一性は、治具やゲージ、手作業によるヤスリがけ（旋盤を使う方法が知られていない訳ではかなったが、当時はまだ真の意味でのフライス盤はなかった）のためのマスターモデルの使用などによる、カット・アンド・トライ方式（試行錯誤方式）によって実現された。各部品はヤスリ作業の後、ゲージもしくはマスターモデルと比較され、目視と手の感覚で微小な差を検出することによって、十分な互換性を保った。
ブランはヨーロッパの有名な職人たちに対し、このコンセプトに興味を持ってもらおうとしたが、彼らはこれを受け入れなかった。一つにはこのようなシステムが上手く行くわけがないという先人としての横柄さがあったが、一部にはこれが上手く行ってしまうと、彼らの地位や職が脅かされるという恐れもあった。そこで、当時駐仏アメリカ大使であったトマス・ジェファーソンにアプローチした。ジェファーソンはこのシステムを導入すると、アメリカはヨーロッパから武器を輸入する必要が無くなるということを、直ちに理解した。ジェファーソンはブランにアメリカに移住するように促したが、これには成功しなかった。このため、ジェファーソンはアメリカの陸軍長官に手紙でこのアイデアを伝え、アメリカに戻った後に、このシステムを開発するための資金を確保しようとした。ジョージ・ワシントン大統領はこのアイデアを承認し、1798年までにイーライ・ホイットニーとの間に、このシステムを使用してマスケット12000丁を製造する契約を結んだ。
ブラン及びフランスの士官達（初期にはグリボーバル将軍、後にはルイ・ド・トザール（Louis de Tousard ）中佐）の働きが、後年のアメリカ軍及び民間契約企業による互換部品製造システム開発の基礎を作った。一般にはホイットニーが互換品製造を「発明した」と思われているが、ブランは彼の実績にインスピレーションを与えた一人とされている。
1916年にロー（Roe）は、1785年頃に彼に影響を与えたフランスの発明家を、ジェファーソンは後になって「ル・ブラン氏（Mr Le Blanc）」として覚えていたことを指摘している。1984年にホーンシェル（Hounshell）は、これがオノレ・ブランであったことを確認した。

## 参考資料
- Althin, Torsten K.W. (1948): C.E. Johansson, 1864–1943: The Master of Measurement, Stockholm: Ab. C.E. Johansson. LCCN 74219452. （Carl Edvard Johanssonは、ゲージブロックの発明者である）
- Hounshell, David A. (1984)： From the American System to Mass Production, 1800-1932: The Development of Manufacturing Technology in the United States, Johns Hopkins University Press, ISBN 9780801829758
- Roe, Joseph Wickham (1916): English and American Tool Builders, Yale University Press, LCCN 16011753, Reprinted by McGraw-Hill, 1926 (LCCN 27-24075); and by Lindsay Publications, Inc., (ISBN 978-0917914737).